# Бассум
Бассум (нім. Bassum) — місто в Німеччині, розташоване в землі Нижня Саксонія. Входить до складу району Діпгольц.
Площа — 169 км2. Населення становить 16 289 ос. (станом на 31 грудня 2021).